# Rollo de Justicia (Ocaña)
El rollo de justicia o picota es una columna de piedra, rematada por una cruz de hierro forjado, situado en la plaza de José María Prada, en frente del Teatro Lope de Vega, en la localidad toledana de Ocaña.

## Historia
Es Ocaña una Villa de antiquísima subsistencia, conociéndose con evidencia documental que durante casi toda la Edad Media cristiana fue villa con términos propios y plena jurisdicción. Al entrar a formar parte de la Orden de Santiago, fue principal ornamento de Castilla levantándose, con toda evidencia, el primer rollo y con él, la ratificación de villa.
Este rollo, obra del siglo XV de estilo gótico (copia del primitivo), ha tenido diferentes emplazamientos, siendo uno de ellos la Plaza Mayor, donde se mantuvo hasta 1565. Desde 1986 ocupa el actual emplazamiento, descansando sobre un pedestal escalonado.

## Características
Se trata de un haz de ocho pilares de piedra caliza. En la parte central de los fustes, del mismo modo que en los capiteles, hay un voluminoso collarino ornamentado con perlas. Sobre este haz de pilares emerge un reducido templete hueco en cuyas columnas y arcos pueden apreciarse restos de una cuidadosa ornamentación muy parecida en todo el conjunto. El coronamiento del monumento desapareció y fue reemplazado por una cruz de hierro forjado. 